# 7334 Sciurus
7334 Sciurus este un asteroid din centura principală de asteroizi.

## Descriere
7334 Sciurus este un asteroid din centura principală de asteroizi. A fost descoperit pe 17 august 1988 la Observatorul Kleť de Antonín Mrkos. Asteroidul prezintă o orbită caracterizată de o semiaxă mare de 2,41 ua, o excentricitate de 0,15 și o înclinație de 6,5° în raport cu ecliptica.